# Корен, Юхан (зоолог)
Юхан Корен (норв. Johan Koren, также Иван Павлович Корин; 4 октября 1879, Фредрикстад — 3 марта 1919, Владивосток) — норвежский естествоиспытатель, исследователь приполярных регионов, зоолог-любитель, внёсший значительный вклад в изучение Севера.

## Биография
Ещё в детстве Юхан увлёкся зоологией и решил стать зоологом и путешественником. В 1897—1899 годах возрасте 17 лет он (вместе с Амундсеном) принял участие в бельгийской антарктической экспедиции на судне «Belgica». Экспедиция чуть не закончилась катастрофой — судно вмёрзло в льды неподалёку от острова Петра I и в течение 13 месяцев дрейфовало в море Беллинсгаузена.
После экспедиции Корен работал егерем, а также собирал экспонаты для зоологических коллекций музеев в Финнмарке — самой северной области (фюльке) Норвегии, граничащей с Россией. Бывал он и на российской стороне границы — в Северной Финляндии, на Кольском полуострове, в 1902—1903 годах зимовал на Новой Земле в составе экспедиции Биркеланда по изучению северного сияния.
В 1906 году он опять участвовал в качестве зоолога в антарктической экспедиции, которая также закончилась неудачно. Корабль потерпел крушение около островов Крозе, но команде удалось спастись, через некоторое время их обнаружили и доставили в Австралию. Корен отказался от дальнейшего участия в полярной экспедиции, он уже тогда планировал экспедицию в Сибирь.
В 1908 году Юхан Корен вместе с ещё одним норвежцем собирался через Камчатку добраться до Анадыря, и опять происходит беда — товарищ утонул, его самого в последний момент спасли чукчи. Однако собранные материалы удалось сберечь, с ними он добрался до Нома на Аляске. В Америке находки Корена вызвали интерес, и в последующие годы он продолжил исследовать северный берег Чукотского полуострова и побережье Берингова моря. 

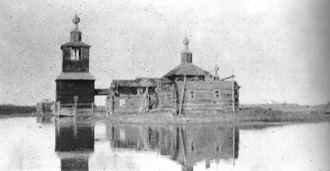
Вода у стен церкви в Нижнеколымске во время наводнения. Фотоснимок сделан Кореном 16 июня 1912 года

В 1911 году при поддержке научного сообщества Корен организовал большую экспедицию на Колыму. Шхуна экспедиции «Kittiwake» стала первым кораблём, прибывшим в Нижнеколымск. Этот посёлок и стал основной базой Корена до конца жизни.
На обратном пути на Аляску в 1912 году Корена опять постигло несчастье — шхуна затонула, и он пешком пересёк замёрзший Берингов пролив, став первым европейцем, совершившим это. Однако большая часть материалов была спасена и через год доставлена в США. Находки произвели сенсацию — по ним было описано несколько новых видов животных и птиц. После этого Смитсоновский институт нанял Корена для участия в ещё большей экспедиции, отправившейся в 1914 году.
Начавшаяся война, затем революция, внутренние разногласия привели к прекращению работ и возвращению членов экспедиции в Америку. Корен остался в Нижнеколымске, где поселился вместе с русской женщиной Иван Корин, как его здесь называли, продолжал собирать материалы, ему даже удавалось отправлять их в музеи США, а также занимался закупкой кож у местного населения и доставкой продовольствия.
В феврале 1919 года Корен отправился во Владивосток и прибыл туда уже серьёзно больным «испанкой». Скончался Юхан Корен 3 марта в американском госпитале Красного креста на острове Русский, похоронен на Покровском кладбище Владивостока.

## Научное и гуманитарное наследие
Хотя Юхан Корен не был профессиональным зоологом и работал по заданиям музеев, он всё же внес значительный вклад в изучение Северной Европы (Финмарк, Кольский полуостров, Новая Земля) и Северо-Восточной Сибири, собрав значительные биологические, палеонтологические и этнологические коллекции. Экспонаты Корена, зачастую даже без указания его имени, находятся в коллекциях множества музеев Европы и Америки. Кроме того, он описал 12 ранее неизвестных видов и подвидов птиц и мелких млекопитающих, обнаружил участки гнездовья некоторых видов птиц, в частности, большого песочника (Calidris tenuirostris) и кулика-лопатня (Eurynorhynchus pygmeus).
Корен предложил и способствовал открытию торгового морского пути между Аляской и Колымой. В трудные для России годы он внёс значительный вклад в обеспечение продовольствием Северо-Восточной Сибири.

## Память
В 1919—1920 годах экспедиция Руаля Амундсена зимовала на Чукотке у острова Айон. Макс Зингер в книге «112 дней на собаках и оленях» цитирует слова Иннокентия Четверикова, колымчанина:

…Я у Амундсена почти месяц прожил на Айоне-острову… Просит меня он через Олонкина — их переводчика — съездить в Нижнеколымск. Там Корен жил, различных чаек да мышей собирал. Головы разных животных. Чучела делал. Я по эту коллекцию ездил с Олонкиным…— 
Амундсен позже отправил уцелевшие после смерти Корена экспонаты в Норвегию.
В первые годы XXI века в якутскими властями было принято решение о создании в дельте Колымы и на близлежащих островах ресурсного резервата «Колыма-Корен», музея Корена в административном центре Нижнеколымского улуса — Черском — и памятного знака в Нижнеколымске.

## Комментарии
1. ↑  Позже, в 1937 году Ефимья Николаевна Реброва была репрессирована[2].